# Chema
José Manuel Rodríguez Benito, meglio noto come Chema (Caudete, 3 marzo 1992), è un calciatore spagnolo, difensore svincolato.

## Palmarès

### Club
- Segunda División: 1

Levante: 2016-2017